# Boroa
Boroa (del mapudungún: Forowe ‘osario’), a veces llamado Voroa, es una aldea ubicada en la comuna de Nueva Imperial, Región de la Araucanía (Chile), en las riberas del río Cautín.

## Historia
Con acuerdo de sus capitanes, García Ramón había resuelto fundar un fuerte, que a la vez que impusiese respeto a los indios de esa comarca, sirviera de lugar de refugio y de asilo de los cautivos españoles que lograsen escapar de las manos de sus opresores. Creíase con fundamento que en los contornos de las destruidas ciudades de la Imperial y de Villarrica, debían hallarse retenidos muchos de esos cautivos; y se pensaba que un establecimiento español colocado en los campos intermedios, prestaría los más señalados servicios para el rescate de aquellos infelices. Gobernador eligió un hermoso llano, situado en la comarca de Boroa sobre la margen izquierda del río Cautín. Sin demora inició los trabajos para la construcción de un fuerte que por su extensión llegó a ser el más considerable que se hubiere levantado en Chile. Aunque faltaban en el campamento los indios auxiliares que tan útiles servicios solían prestar en estas ocasiones, los españoles, desplegando la más infatigable actividad, alcanzaron a ver aquel fuerte, al cabo de cuarenta días, rodeado de un ancho foso, defendido por sólidas y espesas palizadas, y provisto de espaciosos galpones y de chozas para contener una guarnición considerable.
En el siglo XIX, participaron en las guerras de la independencia al lado del bando realista. Viajaron a las pampas argentinas al terminar «la guerra a muerte» junto al cacique Coñoepán y los Vilu de Maquehue, y allí fueron derrotados por el cacique Calfucura. Es quizá por esta razón que se mantuvieron alejados de los arribanos y de su alianza durante las décadas siguientes del siglo XIX; no participaron en las guerras contra el Ejército de Chile, cuyas incursiones punitivas no los alcanzaban por encontrarse lejos del campo de batalla y protegidos por dos enormes ríos. Sin embargo, en 1881, al levantarse todos los pueblos contra la ocupación de la tierra, el cacique principal de Boroa, Juan de Dios Neculmán, encabezó la rebelión.
El mestizaje de este sector ha sido mayor que en el resto del mapuche. Era bien visto que un cacique tuviera mujeres cautivas «españolas» como esposas. La singular riqueza de los boroanos, explican sus características raciales.
En la primera edición de su Diccionario geográfico de la República de Chile, Francisco Astaburuaga lo describe de la siguiente manera:

Boroa.—Hermosa comarca, sobre la ribera austral del rio Cauten al S.E. del asiento de la Imperial, notable por sus buenos terrenos, jeneralmente planos i boscosos. Formaba una de las provincias indíjenas, mas pobladas i belicosas de la seccion intermédia del antiguo estado araucano. Entre sus tribus se distinguia una que llamó la atencion de los primeros conquistadores, por la especialidad de su color blanco i cabellos blondos: la habitan todavia indios independientes, aunque en número mas reducido. La bañan el rio Huñoco por la parte occidental, el de su nombre por la central i el Paracahuin a la parte oriental, los cuales, con otras pequeñas corrientes, proceden de los montes trasversales, que a moderada distancia al S. del Cauten yacen de E. a O., i dirijen su corto curso a vaciar en la izquierda de este rio. En este comarca existió la plaza de su título, establecida, con un regular fuerte en 1606, por el maestre de campo Rodulfo Lisperger al respaldo norte de unos cerros medianos, hácia las fuentes del Paracabuin: plaza que fué reparada convenientemente por Don Martin de Mujica, al terminar su gobierno, i que, tomada por los indios en 1656 al cabo de un año de bostilidades i de asedio, ba quedado desde entónces sin repoblarse.
Astaburuaga, 1867, pp. 33-34.

Luis Risopatrón, en su Diccionario Jeográfico de Chile, también lo describe:

Boroa (Aldea) 38° 50' 72° 51’. Es de corto caserío i se encuentra en medio de buenos terrenos cultivables, en la márjen S del curso inferior del rio Quepe, en la desembocadura del estero de aquel nombre; se ha rejistrado 1 630 mm de agua caida, en 151 dias de lluvia, con 95,5 mm de máxima diaria, en 1918. En esta comarca, en la que se distinguía una parcialidad de indios, de color blanco i cabellos suaves, existió la plaza de San Ignacio de Boroa, con un regular fuerte, que fué establecida en 1606 por el maestre de campo Rodulfo Lisperguer, en la base N de un cerro mediano; fué reparada convenientemente a principios de 1619 i destruida por los indios en 1656, al cabo de un año de hostilidades i de asedio i no volvió a repoblarse
Risopatrón, 1924, p. 92.